# NGC 7170

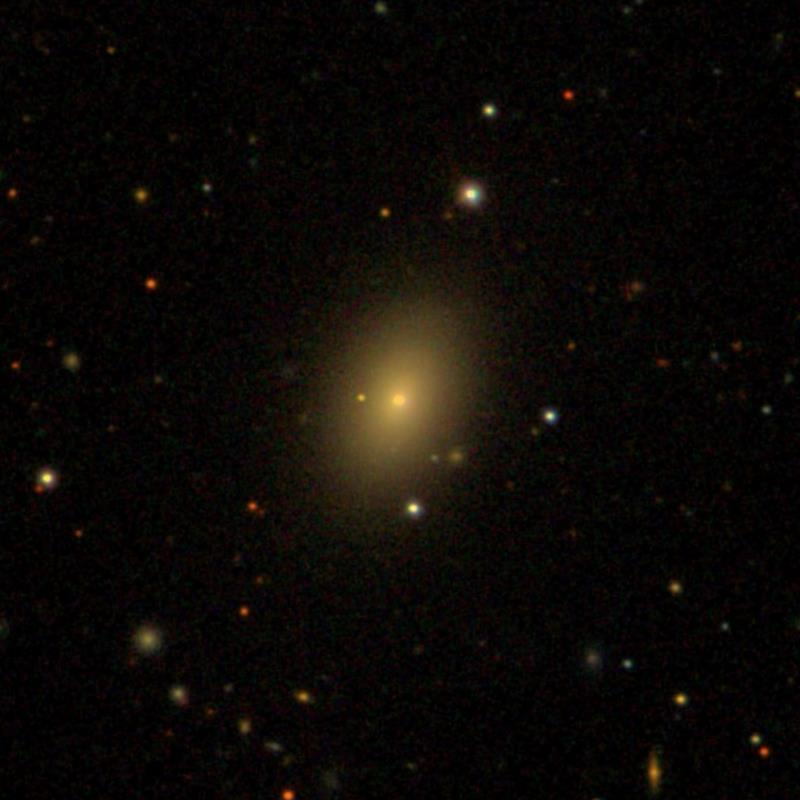
Цветное изображение галактики NGC7170

NGC 7170 (другие обозначения — PGC 67848, AM 2148-554) — галактика в созвездии Водолей.
Этот объект входит в число перечисленных в оригинальной редакции «Нового общего каталога».